# Cantonul Tarbes-3
Cantonul Tarbes-3 este un canton din arondismentul Tarbes, departamentul Hautes-Pyrénées, regiunea Midi-Pyrénées, Franța.